# Technologia demontażu pojazdów
Technologia demontażu pojazdów – wiedza w zakresie metody wytwarzania (przetwarzania) pojazdów (samochodów), uzyskania określonego, zaplanowanego efektu przemysłowego lub usługowego. Proces technologiczny jest dziedziną działalności inżynieryjnej.
Pojazd, jako produkt w procesie przetwarzania, wymaga określonego opisu procedur technologicznych. O ich doborze decyduje wiele czynników:
- techniczny (narzędzia);
- ekonomiczny (koszt, czas);
- społeczny (obwarowania prawne, bezpieczeństwo, wygoda).

Zakładem realizującym proces rozbiórki pojazdów jest stacja demontażu pojazdów, gdzie nakazana jest określona procedura demontażu z zachowaniem właściwej kolejności, zawartej w „technologii demontażu pojazdów”, jak:
- dostawa, wyładunek i ewidencja pojazdów samochodowych;
- przejściowe (czasowe) magazynowanie pojazdów;
- usuwanie substancji (produktów) niebezpiecznych znajdujących się w samochodzie;
- demontaż i odzysk selektywny materiałów (z uwzględnieniem pełnej segregacji);
- oczyszczenie i przygotowanie materiałów do transportu;
- przejściowe magazynowanie materiałów przeznaczonych do wykorzystania albo unieszkodliwienia w specjalnych kontenerach i pojemnikach;
- magazynowanie i sprzedaż części przeznaczonych do dalszego użytku.